# Crataegus spatiosa
Crataegus spatiosa är en rosväxtart som beskrevs av Charles Sprague Sargent. Crataegus spatiosa ingår i Hagtornssläktet som ingår i familjen rosväxter. Inga underarter finns listade i Catalogue of Life.